# ياسين قاضي
ياسين عبد الله قاضي (بالإنجليزية: Yasin al-Qadi)‏ واسمه الكامل ياسين عبد الله عزالدين القاضي (من مواليد 23 فبراير 1955) هو رجل أعمال ومليونير سعودي من جدة يصفه أصدقاؤه وزملاؤه بأنه محب للخير. اشتغل القاضي كمهندس معماري في شيكاغو بولاية إلينوي، وهو صهر وزير التجارة السابق أحمد صلاح جمجوم الذي له علاقات وثيقة مع العائلة المالكة السعودية.
في عامي 1999 و 2000، فُرضت عقوبات على القاضي من طرف الأمم المتحدة عندما تمت تسميته بموجب قراري مجلس الأمن التابع للأمم المتحدة رقم 1267 و 1333 كمُشتبه به في الارتباط بشبكة أسامة بن لادن الإرهابية المُرتبطة بتنظيم القاعدة. في 12 أكتوبر 2001، أمر مكتب مراقبة الأصول الأجنبية التابع لوزارة الخزانة الأمريكية بتجميد أصوله في الولايات المتحدة. سن الاتحاد الأوروبي كذلك عقوبات على القاضي. ردا على ذلك، رفع محامو القاضي قضيتين معروفتين باسم القاضي 1 (2008) والقاضي 2 (2010). في عام 2008، وفي إطار قضية القاضي الأول، أصدرت محكمة العدل الأوروبية قرارا بالطعن في «الإطار الأساسي لعقوبات الأمم المتحدة الإرهابية وجبر الدول الأعضاء في الأمم المتحدة على معالجة المسائل القانونية الصعبة أو غير ذلك بمواجهة انهيار محتمل لنظام العقوبات الإرهابية للأمم المتحدة».
أسقطت العديد من المحاكم الأوروبية القاضي من قوائم الإرهاب الخاصة بها، وتم حذف اسمه من القوائم السوداء من طرف كل من سويسرا (2007)، الاتحاد الأوروبي (2008 و2010)، والمملكة المتحدة (2008 و2010). في سبتمبر 2010، نجح القاضي في إسقاط الدعوى المدنية المرفوعة ضده في الولايات المتحدة نيابة عن عائلات ضحايا أحداث 11 سبتمبر،  في أكتوبر 2012، منحت لجنة مجلس الأمن التابع للأمم المتحدة التي تراقب العقوبات ضد القاعدة، التماس كادي لإزالته من قائمته السوداء. رفض القرار الصادر عن محكمة العدل الأوروبية في يوليو 2013 بخصوص قضية القاضي 2، الطعون المقدمة من الاتحاد الأوروبي والمملكة المتحدة ضد الإلغاء المبكر للعقوبات الأوروبية ضد القاضي، قائلًا إنه لا يوجد دليل يثبت مزاعم ارتباطه بالإرهاب. في 26 نوفمبر 2014، قامت وزارة الخزانة الأمريكية بإزالة اسم القاضي من قوائمها الخاصة.

## النشأة والعائلة
وُلد القاضي في 23 فبراير 1955 في القاهرة، مصر. كان والده رجل أعمال ناجح في جدة بالمملكة العربية السعودية. لديه ست أخوات.
حوالي عام 1977، حصل القاضي على البكالوريوس في الهندسة المعمارية من جامعة الإسكندرية في القاهرة، لاحقا أصبح مُتدربا في شركة سكيدموري، أوينغس وميريل في شيكاغو في الفترة من يوليو 1979 إلى فبراير 1981. ساعد الشركة على وضع التصميم الرئيسي وتوثيق العقود لحرم جامعة الملك عبد العزيز بمكة.
تزوج ياسين القاضي من ابنة الشيخ أحمد صلاح جمجوم في وقت ما قبل عام 1981. ولديه من زوجته سبعة أطفال، بينهم ابن يحمل الجنسية الأمريكية.

## القائمة السوداء للإرهاب

### لقاءات مع أسامة بن لادن
في مقابلة مع شيكاغو تريبيون في أكتوبر 2001، قال القاضي إنه التقى بأسامة بن لادن في تجمعات دينية في الثمانينيات، لكنه «قال إن اللقاءات كانت غير ملحوظة، وذلك حين كانت معركة بن لادن ضد السوفييت في أفغانستان تحظى بدعم الحكومة الأمريكية وبالتبرعات من المساجد في جميع أنحاء الولايات المتحدة».
في مقابلة أجرتها معه صحيفة نيويورك تايمز في ديسمبر 2008، أضاف القاضي أنه التقى ذات مرة بأسامة بن لادن في شيكاغو سنة 1981. اكتشف ستيفن كول، كاتب سيرة عائلة بن لادن أن تاريخ هاته الزيارة كان عام 1979، وأن أسامة كان في الولايات المتحدة لمدة أسبوعين في عام 1979، حيث زار لوس أنجلوس وإنديانا إضافة لأماكن أخرى."
بما أن التاريخ يتزامن مع موعد وصول القاضي إلى شيكاغو في يوليو عام 1979. ييدعم كول رأيه بالسيرة التي كتبتها زوجة أسامة الأولى نجوى بن لادن في 2009.

### 1991: قرض مرتبط بحماس
في عام 1991، قام القاضي بقرض قيمته 820.000 دولار لصالح المعهد القرآني في أوك لاون في ولاية إيلينوي، وهي مجموعة تشكلت لنشر القرآن الكريم والنصوص الإسلامية، ولكن تم ربطها لاحقًا بحركة حماس. وقال القضي لصحيفة شيكاغو تريبيون إنه قدم القرض بسبب صداقته مع رئيس معهد محو الأمية الذي كان قد قابله في منطقة شيكاغو خلال إحدى المحاضرات.
وقال القاضي إن الأموال كانت تهدف إلى السماح للمعهد باستثمار الأراضي، وهو ما سيحقق أرباحًا من شأنها دعم أعماله الخيرية.

### 1998: أموال جامعة الإيمان
في عام 1998، تبرع القاضي بأموال لأجل بناء مساكن للطلاب في جامعة الإيمان في صنعاء، اليمن.
يُشير ملف صحيفة نيويورك تايمز حول الجامعة للعام 2010  إلى أن الجامعة تُدار من قبل مسلمين ذوو توجهات سلفية. يقول جلين سيمبسون من صحيفة وول ستريت جورنال إن جامعة الإيمان «ليست جامعة نموذجية»، وأن «منهجها الدراسي هو دراسة ونشر الإسلام الراديكالي.» 

## إجراءات قانونية

### ديسمبر 2001: قائمة الطعون وتجميد الأصول
في ديسمبر 2001، تقدم القاضي بطعن أمام المحكمة الابتدائية الأوروبية على قرار إدراجه ضمن قوائم الاتحاد الأوروبي وتجميد أصوله. أسس طعنه على أساس أنه حُرم من الإجراءات القانونية الأساسية. في نفس الشهر، قدم التماسا أيضا إلى وزارة الخزانة الأمريكية (OFAC) لإعادة النظر في قرار إدراجه في القوائم الخاصة وتجميد أصوله.

### الانتقال إلى تركيا
بعد أحداث 11 سبتمبر 2001، نقل ياسين القاضي العديد من أعماله إلى إسطنبول في تركيا وإلى سويسرا. ذكرت مجلة فوربس أن القاضي صديق لرئيس الوزراء التركي رجب طيب أردوغان. ونقلت عن أردوغان قوله "أعرف السيد القاضي، أنا أؤمن به كما أؤمن بنفسي. من المستحيل أن يرتبط السيد قاضي بمنظمة إرهابية أو يدعمها".

### نوفمبر 2002: متهم في دعوى 911
في 15 أغسطس 2002، رفع رجال الإطفاء وعمال الإنقاذ وأكثر من 600 من أقارب ضحايا هجمات 11 سبتمبر دعوى قضائية بقيمة 116 تريليون دولار ضد كل من أسامة بن لادن، ومجموعة بن لادن السعودية، وثلاثة أمراء سعوديين، وحكومة السودان، وسبعة بنوك دولية، ثمانية مؤسسات إسلامية وجمعيات خيرية وشركات تابعة والعديد من المدعى عليهم الآخرين. تمت إضافة اسم القاضي إلى قائمة المدعى عليهم في 22 نوفمبر 2002، إلى جانب 50 شخصًا ومنظمة أخرى، وبذلك وصل العدد الإجمالي للمدعى عليهم إلى 186. تم تخفيض مبلغ الأموال المُطالب بها إلى 1 تريليون دولار، ولكن سرعان ما زاد عدد المُدعين إلى 2500 بعد انتشار الدعوى على نطاق واسع.

### مارس 2004: رفض طلب الشطب
في 12 مارس 2004، أصدر مكتب مراقبة الأصول الأجنبية مذكرة غير سرية من 20 صفحة ترفض طلب الشطب الذي تقدم به القاضي. تبين أن القاضي لعب "دورًا قياديًا مهمًا" في مؤسسة موفق، بصفته واحداً من ستة أمناء آخرين. اعتمد مكتب مراقبة الأصول الأجنبية على تورط القاضي في مؤسسة موفق، وعلى وجه الخصوص، الأنشطة التي زُعم أنها حدثت في البوسنة وألبانيا والسودان وباكستان، ليخلص إلى أن "القاضي كان يدعم الأنشطة الإرهابية، من خلال مؤسسة موفق في المقام الأول، وأيضًا من خلال جهات أخرى مملوكة للقاضي.

### سبتمبر 2004: شكوى ضد المدعي العام السويسري
في 21 سبتمبر 2004، قضت المحكمة الجنائية الفيدرالية السويسرية لصالح القاضي فيما يتعلق بالشكاوى المقدمة من محامي القاضي ضد نائب المدعي العام السويسري كلود نيكاتي. أمرت المحكمة السويسرية بمنح محامي القاضي حق الوصول الكامل إلى الملف الكامل لنيكاتي، بما في ذلك جميع الملاحظات التي أخذها نيكاتي حول لقائه بجان تشارلز بريسارد.
وقال المحامون «بريسارد هو المحقق الرئيسي للمحامين الأمريكيين في الدعوى المدنية المرفوعة أمام المحاكم الأمريكية نيابة عن عائلات ضحايا هجمات 11 سبتمبر 2001 وبالتالي لا يمكن اعتبارهم مستقلين».
في 27 مارس 2006، خلُص مدعي عام آخر تم تعيينه للتحقيق في الأمر إلى أن مزاعم القاضي لا أساس لها من الصحة وقام برفض الدعوى، بحجة عدم وجود دليل على أن بريسارد أو مساعديه قد نقلوا المعلومات إلى نيكاتي بشكل غير صحيح.

### سبتمبر 2005: الاتحاد الأوروبي يرفض طلب الشطب
في سبتمبر 2005، رفضت محكمة الاتحاد الأوروبي الابتدائية استئناف القاضي، بحجة أن الامتثال لقانون الاتحاد الأوروبي لا يلزم النظر فيه لأن مجلس الأمن الدولي هو من له الأولوية في ذلك.

### ديسمبر 2005: فوز بقضية في سويسرا
أعلن محامو القاضي في 12 ديسمبر 2005 أن المحكمة الجنائية الفيدرالية في برن بسويسرا «برأت القاضي من ارتكاب أي مخالفات في قضية تخص هجمات 11 سبتمبر». وكانت التهم قد زعمت أن القاضي قدم أموالًا في عام 1998 ظاهريًا لبناء مساكن للطلاب في جامعة الإيمان في اليمن، إلا أن تلك الأموال قد انتهت بدعم خطة القاعدة لمهاجمة مدينة نيويورك.
صرح المهندس المعماري زهير فاي لصحيفة «عرب نيوز» في 25 ديسمبر: «أنا سعيد جدًا بمعرفتي أن صديقي القاضي قد تم تبرئته من جميع التهم من قبل المحكمة السويسرية». ووصف القاضي بأنه رجل أعمال حسن السمعة وقال إن الأفراد والوكالات التي تتهم القاضي بتمويل الإرهاب كذبا يجب أن يتحملوا المسؤولية عن الإضرار بسمعته ومصالحه.

### ديسمبر 2007: شطبه من لوائح سويسرا
في 13 ديسمبر 2007، واستنادا إلى نتائج تحقيقها الذي دام ست سنوات، قامت محكمة سويسرية بإزالة القاضي من قوائم الإرهاب في البلاد. أفادت "أراب نيوز " بأن القاضي تم تبرئته "على جميع التهم" وأن أمواله في البنوك السويسرية وبنك فيصل الذي يتخذ من جنيف مقراً له سيتم إلغاء تجميدها. ولأن سويسرا ليست عضوًا في الاتحاد الأوروبي، فإنها لم تكن ملزمة بالامتثال لقوائم الاتحاد الأوروبي.

### سبتمبر 2008: محكمة العدل الأوروبية تحكم لصالح القاضي
في عام 2008، ألغت محكمة العدل الأوروبية العقوبات المفروضة على القاضي من قِبل حكومات دول الاتحاد الأوروبي، على أساس أن دول الاتحاد الأوروبي لم تقدم لتلك العقوبات فرصة للمراجعة القضائية.
في 3 سبتمبر 2008، حكمت محكمة العدل الأوروبية (المحكمة العليا) لصالح القاضي، "قائلة إن اتفاقيات الأمم المتحدة لا يمكن أن يكون لها تأثير على المساس بالمبادئ الدستورية المتفق عليها في المعاهدة المُنشئة للجماعة الأوروبية. ووجدت المحكمة أن لوائح الاتحاد الأوروبي التي تسمح بالإدراج وتجميد الأصول تنتهك حقوق الإنسان الأساسية، حيث لم يتم إيصال أي أدلة إلى القاضي.
وفقًا لمجلة فوربس، لم تعلن أي من الهيئات التي فرضت عقوبات على القاضي أي دليل على أن العقوبات كانت وما زال حيز التنفيذ.

### 8 سبتمبر 2011: دعوى قضائية من لويدز
كان القاضي من بين تسعة متهمين في دعوى رفعتها لويدز في لندن في 8 سبتمبر 2011، تتهم فيها المملكة العربية السعودية بتمويل القاعدة بشكل غير مباشر، وتُطالبها بدفع مبلغ 136 مليون جنيه إسترليني [215 مليون دولار] سيتم به تعويض ضحايا هجمات 11 سبتمبر". تم رفع هذه الدعوى المدنية في بيتسبرغ (المحكمة المحلية الأمريكية للمنطقة الغربية من ولاية بنسلفانيا).
ياسين القاضي مُدرج ضمن قائمة تضم المتهمين التاليين:
- المملكة العربية السعودية (السعودية)
- الهيئة السعودية العليا لإغاثة البوسنة والهرسك [58]
- اللجنة السعودية للإغاثة المشتركة لكوسوفو والشيشان.[59][60]
- جمعية الهلال الأحمر السعودي (SRCS).
- البنك التجاري الوطني.[61]
- مصرف الراجحي وشركة الاستثمار (العربية).
- الأمير سلمان بن عبد العزيز آل سعود.
- سليمان عبد العزيز الراجحي.[62]

### أكتوبر 2012: مجلس الأمن الدولي يحذف القاضي من لوائحه
في عام 2009، أنشأ مجلس الأمن التابع للأمم المتحدة ديوان مظالم مُستقل للتعامل مع طلبات الشطب من القائمة السوداء. جاء قرار شطب القاضي بعد تقديمه طلبا لشطبه من القائمة السوداء، وفقًا لبيان للأمم المتحدة.
وذكر البيان أنه «بعد الانتهاء من النظر في طلب الشطب المُقدم من هذا الشخص من خلال أمين المظالم المُنشأ عملاً بقرار مجلس الأمن 1904 (2009)، وبعد النظر في التقرير الشامل لأمين المظالم بشأن طلب الشطب هذا، فإن تجميد الأصول وحظر السفر وحظر الأسلحة المنصوص عليه في الفقرة 1 من قرار مجلس الأمن 1989 (2011) لم يعد ساري المفعول على الفرد التالي».

### سبتمبر 2014: الولايات المتحدة ترفع الحظر
في 11 سبتمبر 2014، قام مكتب مراقبة الأصول الأجنبية بإلغاء الحظر المفروض على ممتلكات ياسين القاضي ومعاملاته بموجب الأمر التنفيذي EO 13224، «حظر الممتلكات وحظر المعاملات مع الأشخاص الذين يرتكبون أو يهددون بارتكاب أو يدعمون الإرهاب».

## روابط خارجية
- حكم محكمة العدل الأوروبية